# Lageplan (Verkehrsweg)

Lageplan eines Straßenentwurfs

Der Lageplan ist eine großmaßstäbliche Karte und zeigt die Trasse eines Verkehrswegs in der Draufsicht. Er dient der Projektierung (die sogenannte Trassierung) mit den für die Trassierung notwendigen Informationen und einzelnen Höhenangaben. Je nach Planungsstufe (Vorentwurf oder Ausführungsplanung) enthält der Lageplan unterschiedliche Detaillierungsgrade und die Trasse wird in der Regel in unterschiedlichen Maßstäben dargestellt. 
Dargestellt werden die einzelnen Trassierungselemente mit ihren Neigungs- und Krümmungsverhältnissen sowie die Längeneinteilung (Kilometrierung und Hektometrierung). Seitlich der Achse können zusätzlichen Angaben, wie z. B. Neigungswechsel der Gradiente mit dem anschließenden Neigungsverlauf angegeben werden. Größere bauliche Anlagen und Kunstbauten einschließlich der Erdbauwerke werden ebenfalls dargestellt. Darüber hinaus kann der Lageplan Angaben über Flurstücke und Flurstücksgrenzen, vorhandene Bebauung und Flächennutzung sowie vorhandene Verkehrswege und Geländepunkte in der näheren Umgebung enthalten. 
In Lageplänen von Bahnanlagen werden die Gleise als einfache Linien dargestellt. Hauptgleise werden mit einer dickeren Linie dargestellt als Nebengleise. Weichen und Kreuzungen werden in der Regel vereinfacht, aber maßstäblich dargestellt. Zusätzlich werden Schienenform, Halbmesser und Endneigung angegeben. Übergänge zwischen verschiedenen Trassierungselementen können zur besseren Darstellung markiert werden, z. B. wird der Anfang von Übergangsbögen mit UA und das Ende mit UE gekennzeichnet.
Eine besondere Form des Lageplans ist der Gleisplan, der Trassierungsplan, der signaltechnische Lageplan (auch Signallageplan genannt). Letzterer wird zur Darstellung der Eisenbahnsicherungstechnik genutzt. Diese enthalten u. a. Angaben über Stellwerksgebäude, Stellwerkseinrichtungen, Stellwerksgrenzen, Art und Standort der Signale etc. 